# Pithecellobium bahamense
Pithecellobium bahamense là một loài thực vật có hoa trong họ Đậu. Loài này được Northr. miêu tả khoa học đầu tiên.